# Partito Comunista Marxista-Leninista di Grecia
Il Partito Comunista Marxista-Leninista di Grecia, conosciuto con la sigla M-L KKE (in greco Μ-Λ ΚΚΕ, Μαρξιστικό - Λενινιστικό Κομμουνιστικό Κόμμα Ελλάδας, Marxistikó-Leninistikó Kommunistikó Kómma Elládas) è un partito politico marxista-leninista presente in Grecia.
Suo organo ufficiale è il bisettimanale Laïkós Drómos (in greco Λαϊκός Δρόμος, letteralmente "La strada del popolo").

## Storia
Nacque dall'Organizzazione dei Marxisti-Leninisti della Grecia, a sua volta scissasi dal Partito Comunista di Grecia nel 1964, poiché quest'ultimo aveva accettato la deviazione revisionista di Nikita Chruščëv, mentre l'OMLG supportava il pensiero e l'opera di Mao Zedong, difendendo l'eredità di Stalin.

## Risultati elettorali
L'M-L KKE ha preso parte ad alcune elezioni politiche greche. Nel 2000, insieme all'Organizzazione Comunista della Grecia, ottenne 5 866 voti. Nel 2004 corse da solo, ottenendo 4 846 voti. Nel 2007, ne ottenne 8 088 (0,11%).

## Rapporti internazionali
È dagli anni sessanta un partito fratello del Partito Marxista-Leninista Italiano.